# Alamusi
Alamusi (chiń. 阿拉木斯; pinyin Ālāmùsī; ur. 2 czerwca 1989) – chiński judoka, brązowy medalista Mistrzostw Azji w judo, w kategorii wagowej do 60 kilogramów
.
Brał udział w XXX Letnich Igrzyskach Olimpijskich w Londynie w 2012 roku, w kategorii wagowej do 60 kg. Został pokonany w drugiej rundzie przez Wenezuelczyka Javiera Guédeza.